# Шолохово (Антроповський район)
Шолохово (рос. Шолохово) — присілок в Антроповському районі Костромської області Російської Федерації.
Населення становить 2 особи. Входить до складу муніципального утворення Котельниковське сільське поселення.

## Історія
У 1936-1944 року населений пункт перебував у складі Ярославської області. Від 1944 належить до Костромської області.
Від 2007 року входить до складу муніципального утворення Котельниковське сільське поселення.

## Населення
| 2008 | 2010 | 2014 |
| ---- | ---- | ---- |
| 3    | ↘0   | ↗2   |